# سیارک ۲۳۷۶۱
سیارک ۲۳۷۶۱ (به انگلیسی: 23761 Yangliqing، نامگذاری:1998KJ63) بیست و سه هزار و هفتصد و شصت و یکمین سیارک کشف شده‌است که در ۲۲ مه ۱۹۹۸ کشف شد.
قدر مطلق سیارک برابر ۱۰.۲ است.